# 張廷蘊
张廷蕴（879年—947年），字德枢，唐朝末年至五代十国后梁、后唐、后晋官员，开封襄邑人。
张廷蕴祖父张立，赠骁卫将军。父亲张及，赠光禄大夫。张廷蕴年轻时在宣武军为伍长，唐昭宗天复年间，投奔太原，李克用收于帐下为小校。常从唐庄宗征伐，参与救上党，战柏乡，攻蓟门，下邢、魏。后来在莘县及胡柳陂之战，被流矢所中，金疮之痕，满脸满身。庄宗让他统御营黄甲军，常在左右，加檢校兵部尚书、帐前黄甲二十指挥步军都虞候，充诸军濠寨使。同光初年，跟随李嗣源攻取郓州，加检校尚书右仆射，充魏博三城巡检使。时皇后刘玉娘在邺都，放纵其下扰民，他人不敢言，张廷蕴则捉拿斩杀。后梁灭亡后，承诏入觐，改任帐前都指挥使兼左右羽林都虞候。潞州李继韬故将杨立据城反叛，庄宗派遣李嗣源为招讨使，元行钦为都部署，张廷蕴为马步军都指挥使，率军为前锋。军至潞州，天色已晚，安顿好大军，张廷蕴首率劲兵百余人，过护城河登城而上，登城者不能抵御，很快斩关迎诸军入城。李嗣源、元行钦天亮到达，潞州城已克，李嗣源很不高兴。还军，改任左右羽林都指挥使，加检校司空，行申州刺史。同光末年，跟随皇子魏王李繼岌伐前蜀，授任为行营中军都指挥使。前蜀灭亡，唐明宗李嗣源嗣位，张廷蕴改任怀州刺史，赐竭忠建策兴后功臣，加检校司徒。又改任沂州刺史、金州防御使，加检校太保，后来授任颍州团练使、沿淮招安使。张廷蕴认识的不过几个字，但看重文士。攻克郓州，擒获郓州节度使戴思远的判官赵凤，认为他是儒生，让他不要相瞒。赵凤告知实情，于是引荐于李嗣源，李嗣源送赴行台，赵凤担任翰林学士。赵凤担任宰相后，与张廷蕴相融洽，多次向安重诲推荐他，安重诲也认为张廷蕴苦战功在诸将之上，向明宗保荐。明宗一直记恨张廷蕴取潞州时，不能让功给自己，所以一直没有任命他为节度使。应顺年间，张廷蕴转任陇州防御使。清泰年间，进封清河郡公。石敬瑭即位，张廷蕴入为右龙武统军，改任绛州防御使。晋出帝嗣位，张廷蕴领左监门卫上将军，加特进。开运三年（946年）冬，因老病求归宋城，次年在家中去世，时年六十九岁。张廷蕴历任七州，为官清廉，去世时，家无余财。长子张光被，担任通事舍人。